# Sanctuaire de faune et de flore d'Orito Indí-Andé
Le sanctuaire de faune et de flore d'Orito Indí-Andé est une zone protégée en 2008 dans les municipalités de Orito (département de Putumayo), Funes et San Juan de Pasto (département de Nariño), au sud-ouest de la Colombie.